# Pat Hall

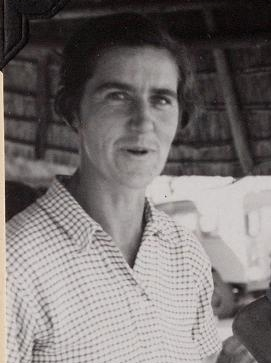
Hall in Rhodesien, 1957 Fotografie von Alexander Wetmore

Beryl Patricia Hall geb. Woodhouse (* 13. Juni 1917 in Epsom; † 26. August 2010 in Chichester), häufig Pat Hall, war eine britische Ornithologin.

## Leben und Wirken
Pat Hall wurde in eine wohlhabende Mittelstandsfamilie geboren. Zusammen mit ihrem älteren Bruder wuchs sie in Epsom auf. Die Eltern verweigerten ihr den Wunsch in Cambridge Mathematik zu studieren, was zu ziellosen und vergeudeten 4 Jahren zu Hause führte. In dieser Zeit entwickelte sich ihr Interesse für Vogelbeobachtung. Als 1939 der Zweite Weltkrieg aufzog, unterschrieb sie für den Dienst der Frauen in der Militärabteilung des Ordens des Britischen Empires und später für den Luftschutz, wo sie Einsatzwagenfahrer ausbildete. Mit Ausbruch des Krieges verlobte sie sich mit Kanonier Leutnant John Hall, der zeitnah in den Mittleren Osten versetzt wurde. Hier diente Pat Hall im Korps des mechanischen Transports, in dem sie als Krankenwagenfahrerin arbeitete. Ursprünglich im März 1941 nach Südafrika geschickt, wurden sie nach Ägypten gebracht, wo sie kurz nach ihrer Ankunft John heiratete. Die Kriegszeit beendete sie immer noch als Krankenwagenfahrerin in Italien. Ihre Erfahrungen aus dieser Zeit publizierte sie in dem Buch What a Way to Win a War!.
Während ihrer Zeit in Ägypten intensivierte Patricia Hall ihr Interesse für die Avifauna. In der Zeit der Kriegswirren hatte sich in den Vogelräumen des Natural History Museum (NHM) in Kensington ein riesiger Nachholbedarf an Neuerwerbungen und deren Erhalt und Ausbau aufgebaut. So akzeptierte Hall nach ihrer gescheiterten Ehe 1947 eine Stelle als Hilfswissenschaftlerin, die mit 5 Shilling die Stunde und nicht mehr als 100 Pfund Sterling pro Jahr entlohnt wurde. Nach etlichen Jahren im Museum quittierte sie die Arbeit im Vogelraum und nahm eine Arbeitsstelle bei der BBC an.
Ihre positive Einstellung zur Arbeit im Fachbereich der Ornithologie wurde im Museum schnell erkannt. Da sie zusätzliche Erfahrung aus Afrika und mechanisches Wissen über Autos mitbrachte, ermunterte sie der Chefwissenschaftler des Vogelraums James David Macdonald (1908–2002), am Ende des Jahres 1949 gemeinsam mit einem Team im westlichen Südafrika und in Südwestafrika zu sammeln. Während der sechsmonatigen Forschungsexpedition sammelte das Team 1300 Präparate von 200 Arten. Ihrer Reise musste sie aus eigener Tasche finanzieren.
In den nächsten beiden Jahrzehnten war ihr Wirken, eine Mischung aus Kuratorentätigkeit und Sammelexpeditionen sowie Forschung, die auf den Sammelergebnissen basierte. Aus letzteren Tätigkeiten entstanden wichtige Publikationen zur Systematik und den Verbreitungsgebieten verschiedener Arten. Ende 1953 unternahm sie eine Expedition ins nördliche Betschuanaland. Hier lebte sie bei Reay Smithers (1907–1987), dem damaligen Direktor des National Museum of Southern Rhodesia. Zwar wurde auch dieses Projekt vom NHM unterstützt, doch hat sie die Reise selbst geplant und auch größtenteils eigenfinanziert. 1957 besuchte sie in Livingstone den ersten Pan-African Ornithological Congress (PAOC). Hier entschloss sie sich, die Zeit zu nutzen und zwei weitere Expeditionen vor und nach dem Kongress zu unternehmen. Beide Expeditionen waren von der Ausbeute erfolgreich, doch unterschieden sie sich für Hall im Genuss der Reise. Vor dem Kongress sammelte sie 1000 Vogelbälge im südlichen und zentralen Gebiet von Betschuanaland, insbesondere im Zentrum der Kalahari. Nach dem Kongress entschied sie sich nach Angola zu gehen, da dieses Land in der NHM Sammlung unterrepräsentiert war. Aus diesem Grund kooperierte sie mit dem bekannten Sammler John George Williams (1913–1997) und anderen. In sozialer Hinsicht war die Reise ein Misserfolg. Halls Sicht auf die Reise beschrieb sie 1993 ausgeschmückt in A Hawk from a Handsaw. Trotz aller Widrigkeiten sammelten sie fast 1000 Bälge, inklusive einiger neuer Arten für die NHM Sammlung und über 20 neuen Unterarten, die Hall 1960 mit Gründlichkeit beschrieb. Außer kleineren kurzen Sammeltrips in Ngamiland war dies ihre letzte Afrikaexpedition. Trotzdem folgten 1961 wichtige Artikel über die Pieper und 1963 über die Frankoline. Ihr wohl bedeutendstes Werk war das von Reginald Ernest Moreau (1897–1970) initiierte achtjährige Projekt An Atlas of Speciation in African Passerine Birds zu dem Moreau krankheitsbedingt nur noch wenig beitragen konnte.
Als Major Harold Wesley Hall (1888–1964) ihr einige Sammelexpeditionen für Australien finanzierte, verlagerte Hall ihren Fokus von Afrika nach Australien. Mit ihrer Wüstenerfahrung war sie dafür vorgesehen, die dritte von fünf Expeditionen zu führen. Die Reise führte sie für sechs Monate ins trockene Binnenland im Westen und Süden Australiens. Schließlich war sie es, die 1974 in Birds of the Harold Hall Australian Expeditions 1962–70 alle Ergebnisse der fünf Expeditionen zusammenfasste. Am Ende der 1960er Jahre plante das NHM die Vogelforschungssammlung ins Natural History Museum at Tring zu verlegen. Da Hall nicht wegziehen wollte, schmiedete sie Pläne das Museum zu verlassen. Stattdessen zog sie Ende 1971 von Epsom ins New Forest District. Hier verbrachte sie auf dem Land ihren Ruhestand mit Freunden, ihren Hunden und Pferden.
Eine besondere Arbeitsbeziehung hatte sie zu Richard Patrick Goodwin (1920–2008), der in das Museum etwa zur gleichen Zeit eingetreten war. Auch er diente während des Krieges in Nordafrika. Hall bewunderte ihn für die Bandbreite an Wissen über Vögel. Beide hatten den gleichen Humor, den sie in ihrem privat publizierten Buch Bird Room Ballads aus dem Jahr 1969 einfließen ließen. Die Illustration zum Buch übernahm Alfred Marcus Hughes (1900–1991).

## Erstbeschreibungen von Pat Hall
Hall hat einige Arten und Unterarten, die neu für die Wissenschaft waren, beschrieben. Zu den Arten und Unterarten gehören chronologisch u. a.:
- Rotkopferemomela (Eremomela badiceps latukae Hall, BP, 1949)
- Rosenköpfchen (Agapornis roseicollis catumbella Hall, BP, 1952)
- Strichelschwalbe (Cecropis striolata mayri (Hall, BP, 1953))
- Rotscheitel-Zistenänger (Cisticola chiniana smithersi Hall, BP, 1956)
- Carprußmeise (Melaniparus carpi Macdonald & Hall, BP, 1957)
- Langschnabelpieper (Anthus similis yamethini Hall, BP, 1957)
- Manyarweber (Ploceus manyar williamsoni Hall, BP, 1957)
- Garteniora (Aegithina tiphia cambodiana Hall, BP, 1957)
- Garteniora (Aegithina tiphia deignani Hall, BP, 1957)
- Angolalerche (Mirafra angolensis marungensis Hall, BP, 1958)
- Angolalerche (Mirafra angolensis antonii Hall, BP, 1958)
- Graubauch-Laubpicker (Prodotiscus zambesiae lathburyi Hall, BP, 1958)
- Akazienmeise (Melaniparus cinerascens benguelae Hall, BP & Traylor, 1959)

## Dedikationsnamen
Einige Unterarten wurde ihr gewidmet. So findet sich ihr Name im Teichrohrsänger (Acrocephalus baeticatus hallae White, CMN, 1960), im Rotkappentimalie (Timalia pileata patriciae Deignan, 1955), im Rostbauchbülbül (Alophoixus ochraceus hallae Deignan, 1956), in der Braunbrustalethe (Chamaetylas poliocephala hallae Traylor, 1961) und im Braunkopf-Zistensänger (Cisticola fulvicapilla hallae Benson, 1955).
Außerdem findet man ihren Namen im Jacksonfrankolin (Pternistis jacksoni patriciae Ripley & Bond, GM, 1971), ein Synonym für die Nominatform, in Cossypha bocagei hallae Prigogine, 1969, ein Synonym für die Bocage-Rötel-Unterart (Sheppardia bocagei chapini Benson, 1955), in Andropadus hallae Prigogine, 1972, ein Synonym für die Nominatform des Grünbülbüls (Eurillas virens (Cassin, 1857)) und in Anthus similis hallae (White, CMN, 1957), ein Synonym für die Langschnabelpieper-Unterart (Anthus similis dewittei Chapin, 1937).

## Mitgliedschaften
Trotz des Mankos keine formellen Ausbildung genossen zu haben, wurde Hall aufgrund ihres ornithologischen Wissens und ihrer zahlreichen Publikationen immer wieder geehrt. Von 1955 bis 1964 arbeitete sie im Committee of the British Ornithologists’ Club und war dort von 1959 bis 1961 zweite Vorsitzende. Für die British Ornithologists’ Union (B.O.U.) war sie von 1971 bis 1973 Hilfseditor der Fachzeitschrift The Ibis. 1973 wurde ihr Union Medal für ihren unermüdlichen Einsatz im Dienste der Ornithologie verliehen. Von 1973 bis 1977 war die Vizepräsidentin der B.O.U. Seit 1963 war sie korrespondierender Fellow der American Ornithologists’ Union. Am 22. August 1977 wurde sie schließlich zum Honorary Fellow gewählt.
1971 wurde sie von der South African Ornithological Society mit dem Gill Memorial Medal Award für ihre Arbeiten über die Vögelwelt Afrikas ausgezeichnet, ein Preis der 1960 zu Ehren von Edward Leonard Gill (1877–1956) eingeführt wurde. 1970 wurde sie für einen Vortrag beim 15. Internationalen Ornithologischen Kongress in Den Haag gewonnen, 1974 bekam sie den Lehrauftrag Witherby Memorial Lecture des British Trust for Ornithology. Im Jahr 1976 übernahm sie die Präsidentschaft des 4. Pan African Ornithological Congress, der in Mahé vom 6. bis 13. November stattfand. Die Reise brachte ihr erheblichen Unannehmlichkeiten, da sich die Seychellen im selben Jahr als unabhängig vom Vereinigten Königreich erklärten. Ihr größter Stolz war der Stamford Raffles Award, den sie 1971 durch die Zoological Society of London verliehen bekam und der ihr von Philip, Duke of Edinburgh überreicht wurde.

## Publikationen (Auswahl)
- A new race of Bush Wabler from the Sudan. In: Bulletin of the British Ornithologists' Club. Band 69, Nr. 8, 1949, S. 76–77 (biodiversitylibrary.org).
- A new race of Agapornis from Angola. In: Bulletin of the British Ornithologists' Club. Band 72, Nr. 3, 1952, S. 25 (biodiversitylibrary.org).
- Note on the identity of Hirundo Substrzolata (Hume). In: The Ibis. Band 95, Nr. 3, 1953, S. 547, doi:10.1111/j.1474-919X.1953.tb00714.x.
- A review of the Boubou Shrike Laniarius ferrugineus. In: The Ibis. Band 96, Nr. 3, 1954, S. 343–355, doi:10.1111/j.1474-919X.1954.tb02328.x.
- mit Herbert Girton Deignan: A new race of leafbird from Indochina. In: Bulletin of the British Ornithologists' Club. Band 76, Nr. 6, 1956, S. 96 (biodiversitylibrary.org).
- Notes on a small collection of birds from Panda Matenga, N.E. Bechuanaland. In: The Ostrich. Band 27, Nr. 3, 1956, S. 96–109, doi:10.1080/00306525.1956.9639033.
- The taxonomic importance of variation in non-breeding plumage in Aegithina tiphia and A. nigrolutea. In: The Ibis. Band 99, Nr. 2, 1957, S. 143–156, doi:10.1111/j.1474-919X.1957.tb01942.x.
- mit James David Macdonald: Ornithological results of the Bernard Carp/Transvaal Museum Expedition to the Kaokoveld. In: Annals of the Transvaal Museum. Band 23, Nr. 1, 1957, S. 1–39 (journals.co.za [PDF; 2,0 MB]).
- Taxonomic notes on the Spotted Owl, Athene brama, and the Striated Weaver, Ploceus manyar, in Siam, including a new race of the latter. In: Bulletin of the British Ornithologists' Club. Band 77, Nr. 3, 1957, S. 44–46 (biodiversitylibrary.org).
- A new race of the Long-billed Rock Pipit, Anthus similis, from Burma. In: Bulletin of the British Ornithologists' Club. Band 77, Nr. 6, 1957, S. 102–103 (biodiversitylibrary.org).
- A new race of Honeyguide from Mount Moco. In: Bulletin of the British Ornithologists' Club. Band 78, Nr. 9, 1958, S. 151–152 (biodiversitylibrary.org).
- Variation in the Angola Lark, Mirafra angolensis Bocage with a description of two new races. In: Bulletin of the British Ornithologists' Club. Band 78, Nr. 9, 1958, S. 152–154 (biodiversitylibrary.org).
- A new race Cossypha natalensis. In: Bulletin of the British Ornithologists' Club. Band 78, Nr. 9, 1958, S. 154–155 (biodiversitylibrary.org).
- mit Melvin Alvah Traylor junior: The systematics of the African Grey Tits, Parus afer and Parus griseiventris. In: Bulletin of the British Ornithologists' Club. Band 79, Nr. 3, 1959, S. 42–46 (biodiversitylibrary.org).
- The Ecology and Taxonomy of Some Angola Birds. In: Bulletin of the British Museum (= Zoology). Band 6, Nr. 7, 1960, S. 367–453 (biodiversitylibrary.org).
- The faunistic importance of the scarp of Angola. In: The Ibis. Band 102, Nr. 3, 1960, S. 420–442, doi:10.1111/j.1474-919X.1960.tb08418.x.
- The taxonomy and identification of pipits (genus Anthus). In: Bulletin of the British Museum (= Zoology). Band 7, Nr. 5, 1961, S. 243–289 (biodiversitylibrary.org).
- mit Reginald Ernest Moreau: A study of the rare birds of Africa. In: Bulletin of the British Museum (= Zoology). Band 8, Nr. 7, 1962, S. 313–378 (biodiversitylibrary.org).
- The francolins, a study in speciation. In: Bulletin of the British Museum (= Zoology). Band 10, Nr. 2, 1963, S. 105–204 (biodiversitylibrary.org).
- mit Reginald Ernest Moreau, Ian Courtney Julian Galbraith: Polymorphism and parallelism in the African bush-shrikes of the genus Malaconotus (including Chlorophoneus). In: The Ibis. Band 108, Nr. 2, 1966, S. 161–182, doi:10.1111/j.1474-919X.1966.tb07266.x.
- mit Richard Patrick Goodwin, Alfred Marcus Hughes: Bird Room ballads. The authors, London 1968.
- mit Reginald Ernest Moreau: Atlas of Speciation in African Passerine Birds. British Museum (Natural History), London 1970, ISBN 978-0-565-00680-8.
- What a Way to Win a War!: The Story of No.11 Company, Mechanised Transport Corps and 5-0-2 Motor Ambulance Convoy, A.T.S. Midas Books, Tunbridge Wells 1970, ISBN 978-0-85936-136-1.
- in Karel Hendrik Voous: Causal ornithogeography of Africa in Proceedings of the XVth International Ornithological Congress rge Hague, The Netherlands 30 August – 5 September 1970. E. J. Brill, Leiden 1972, S. 585–593 (books.google.de).
- Birds of the Harold Hall Australian Expeditions 1962–70. Trustees of the British Museum (Natural History), London 1974, ISBN 978-0-565-00745-4.
- Cyril Winthrop Mackworth-Praed 1891–1974. In: The Ibis. Band 117, Nr. 1, 1975, S. 116–117, doi:10.1111/j.1474-919X.1975.tb04197.x (englisch, onlinelibrary.wiley.com [PDF; 1,2 MB]).